# Zakościele
Zakościele [pronunciación en polaco: /zakɔɕˈt͡ɕɛlɛ/] es un pueblo en el distrito administrativo de Gmina Inowłódz, dentro del condado de Tomaszów Mazowiecki, Voivodato de Łódź, en el centro de Polonia. Se encuentra a unos 2 kilómetros al este de Inowłódz, 16 kilómetros al este de Tomaszów Mazowiecki, y 61 kilómetros al sureste de la capital regional Łódź.